# Виктория Кугарз
«Виктория Кугарз» — профессиональный хоккейный клуб PCHA, а затем WCHL (WHL) из Виктории, Британская Колумбия (Канада). В 1925 году под руководством Лестера Патрика «Кугарз» выиграли Кубок Стэнли.
Первоначальная франшиза «Виктории» в PCHA — «Сенаторз» появилась в 1911 году, поменяв в 1913 году название на «Аристократс». В 1916 году команда переехала в Спокан, штат Вашингтон (США) и выступала под именем «Спокане Кэнэриз». В 1918 году была сформирована новая команда с прежним названием — «Аристократс». В 1922 году название сменили на «Виктория Кугарз».